# Discografia de Frank Zappa

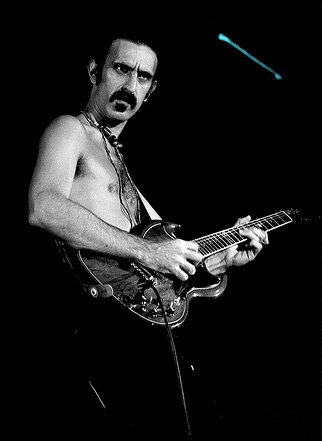
Frank Zappa

Este anexo reúne a discografia do músico Frank Zappa. Zappa escreveu um total de 57 álbuns com mais 23 álbuns a título póstumo perfazendo um total de 80 álbuns de estúdio.

## Álbuns de estúdio
| Ano      | Título                                                                        | ~   | ~  | ~   | ~   | ~  | ~   |
| Ano      | Título                                                                        | US  | UK | NOR | SWE | CH | AUT |
| -------- | ----------------------------------------------------------------------------- | --- | -- | --- | --- | -- | --- |
| 1966     | Freak Out! - Lançado: 27 de junho de 1966 - Gravadora: Verve                  | 130 | —  | —   | —   | —  | —   |
| 1967     | Absolutely Free - Lançado: 26 de maio de 1967                                 | 41  | —  | —   | —   | —  | —   |
| 1968     | We're Only in It for the Money - Lançado: Março de 1968                       | 30  | 31 | —   | —   | —  | —   |
| 1968     | Lumpy Gravy - Lançado: Maio de 1968                                           | 159 | —  | —   | —   | —  | —   |
| 1968     | Cruising with Ruben & the Jets - Lançado: 2 de dezembro de 1968               | 110 | —  | —   | —   | —  | —   |
| 1969     | Uncle Meat - Lançado: Abril de 1969                                           | 43  | —  | —   | —   | —  | —   |
| 1969     | Hot Rats - Lançado: Outubro de 1969                                           | 173 | 9  | —   | —   | —  | —   |
| 1970     | Burnt Weeny Sandwich - Lançado: Fevereiro de 1970                             | 94  | 17 | —   | —   | —  | —   |
| 1970     | Weasels Ripped My Flesh - Lançado: 10 de agosto de 1970                       | 189 | 28 | —   | —   | —  | —   |
| 1970     | Chunga's Revenge - Lançado: Outubro de 1970                                   | 119 | 43 | —   | —   | —  | —   |
| 1971     | 200 Motels - Lançado: Outubro de 1971                                         | 59  | —  | —   | —   | —  | —   |
| 1972     | Waka/Jawaka - Lançado: Julho de 1972                                          | 152 | —  | —   | —   | —  | —   |
| 1972     | The Grand Wazoo - Lançado: Novembro de 1972                                   | 152 | —  | —   | —   | —  | —   |
| 1973     | Over-Nite Sensation - Lançado: Setembro de 1973                               | 32  | —  | 15  | —   | —  | —   |
| 1974     | Apostrophe (') - Lançado: Março de 1974                                       | 10  | —  | 6   | —   | —  | —   |
| 1975     | One Size Fits All - Lançado: Junho de 1975                                    | 26  | —  | 5   | —   | —  | —   |
| 1976     | Zoot Allures - Lançado: Outubro de 1976                                       | 71  | —  | 16  | 17  | —  | —   |
| 1978     | Studio Tan - Lançado: Setembro de 1978                                        | 147 | —  | —   | 30  | —  | —   |
| 1979     | Sleep Dirt - Lançado: Janeiro de 1979                                         | 175 | —  | 16  | 19  | —  | —   |
| 1979     | Sheik Yerbouti - Lançado: Março de 1979                                       | 21  | 32 | 5   | 4   | —  | 6   |
| 1979     | Orchestral Favorites - Lançado: Maio de 1979                                  | 168 | —  | —   | —   | —  | —   |
| 1979     | Joe's Garage - Lançado: Setembro de 1979                                      | 27  | 62 | 1   | 2   | —  | 8   |
| 1981     | Shut Up 'n Play Yer Guitar - Lançado: Maio de 1981                            | 66  | —  | —   | —   | —  | —   |
| 1981     | You Are What You Is - Lançado: Setembro de 1981                               | 93  | 51 | 12  | 22  | —  | —   |
| 1982     | Ship Arriving Too Late to Save a Drowning Witch - Lançado: Maio de 1982       | 23  | 61 | 20  | 26  | —  | —   |
| 1983     | The Man from Utopia - Lançado: Março de 1983                                  | 23  | 87 | —   | 23  | —  | —   |
| 1983     | London Symphony Orchestra, Vol. 1 - Lançado: Junho de 1983                    | —   | —  | —   | —   | —  | —   |
| 1984     | Boulez Conducts Zappa: The Perfect Stranger - Lançado: Agosto de 1984         | —   | —  | —   | —   | —  | —   |
| 1984     | Them or Us - Lançado: 18 de outubro de 1984                                   | —   | 53 | —   | 22  | —  | —   |
| 1984     | Thing-Fish - Lançado: Novembro de 1984                                        | —   | —  | —   | —   | —  | —   |
| 1984     | Francesco Zappa - Lançado: Novembro de 1984                                   | —   | —  | —   | —   | —  | —   |
| 1985     | Frank Zappa Meets the Mothers of Prevention - Lançado: 21 de novembro de 1985 | 153 | —  | —   | —   | —  | —   |
| 1986     | Jazz from Hell - Lançado: Novembro de 1986                                    | —   | —  | —   | —   | —  | —   |
| 1987     | London Symphony Orchestra, Vol. 2 - Lançado: 17 de setembro de 1987           | —   | —  | —   | —   | —  | —   |
| 1988     | Guitar - Lançado: Abril de 1988                                               | —   | 82 | —   | —   | —  | 25  |
| Póstumos |                                                                               |     |    |     |     |    |     |
| 1994     | Civilization, Phaze III - Lançado: Abril de 1995                              | —   | —  | —   | —   | —  | —   |
| 1996     | The Lost Episodes - Lançado: Fevereiro de 1996                                | —   | —  | —   | 54  | —  | —   |
| 1996     | Läther - Lançado: Setembro de 1996                                            | —   | —  | —   | 50  | —  | —   |
| 1997     | Have I Offended Someone? - Lançado: Abril de 1997                             | —   | —  | —   | —   | —  | —   |
| 1997     | Mystery Disc - Lançado: Setembro de 1998                                      | —   | —  | —   | —   | —  | —   |
| 1999     | Everything Is Healing Nicely - Lançado: Dezembro de 1999                      | —   | —  | —   | —   | —  | —   |
| 2002     | FZ:OZ - Lançado: 16 de agosto de 2002                                         | —   | —  | —   | —   | —  | —   |
| 2004     | Joe's Corsage - Lançado: 30 de maio de 2004                                   | —   | —  | —   | —   | —  | —   |
| 2004     | QuAUDIOPHILIAc - Lançado: 14 de setembro de 2004                              | —   | —  | —   | —   | —  | —   |
| 2004     | Joe's Domage - Lançado: 1 de outubro de 2004                                  | —   | —  | —   | —   | —  | —   |
| 2005     | Joe's XMASage - Lançado: 21 de dezembro de 2005                               | —   | —  | —   | —   | —  | —   |
| 2006     | The Making Of Freak Out! Project/Object - Lançado: 5 de dezembro de 2006      | —   | —  | —   | —   | —  | —   |
| 2006     | The Frank Zappa AAAFNRAA Birthday Bundle - Lançado: 15 de dezembro de 2006    | —   | —  | —   | —   | —  | —   |
| 2007     | Buffalo - Lançado: 1 de abril de 2007                                         | —   | —  | —   | —   | —  | —   |
| 2007     | The Dub Room Special - Lançado: 24 de agosto de 2007                          | —   | —  | —   | —   | —  | —   |
| 2008     | One Shot Deal - Lançado: Junho de 13, 2008                                    | —   | —  | —   | —   | —  | —   |
| 2009     | The Lumpy Money Project/Object - Lançado: 23 de janeiro de 2009               | —   | —  | —   | —   | —  | —   |
| 2010     | Greasy Love Songs - Lançado: 19 de abril de 2010                              | —   | —  | —   | —   | —  | —   |

## Álbuns ao vivo
| Ano  | Título                                                                                    | Posição máxima em vendas | Posição máxima em vendas | Posição máxima em vendas | Posição máxima em vendas | Posição máxima em vendas | Posição máxima em vendas |
| Ano  | Título                                                                                    | US                       | UK                       | NOR                      | SWE                      | CH                       | AUT                      |
| ---- | ----------------------------------------------------------------------------------------- | ------------------------ | ------------------------ | ------------------------ | ------------------------ | ------------------------ | ------------------------ |
| 1971 | Fillmore East - Junho de 1971 - Lançado: Agosto de 1971                                   | 38                       | —                        | —                        | —                        | —                        | —                        |
| 1972 | Just Another Band from L.A. - Lançado: Março de 1972                                      | 85                       | —                        | —                        | —                        | —                        | —                        |
| 1974 | Roxy & Elsewhere - Lançado: Setembro de 1974                                              | 27                       | —                        | 14                       | —                        | —                        | —                        |
| 1975 | Bongo Fury - Lançado: Outubro de 1975                                                     | 66                       | —                        | 11                       | —                        | —                        | —                        |
| 1978 | Zappa in New York - Lançado: Março de 1978                                                | 57                       | 55                       | 6                        | 24                       | —                        | —                        |
| 1981 | Tinseltown Rebellion - Lançado: 11 de maio de 1981                                        | 66                       | 55                       | 13                       | 8                        | —                        | 9                        |
| 1983 | Baby Snakes - Lançado: Março de 1983                                                      | —                        | —                        | —                        | —                        | —                        | —                        |
| 1986 | Does Humor Belong in Music? - Lançado: Janeiro de 1986                                    | —                        | —                        | —                        | —                        | —                        | —                        |
| 1988 | You Can't Do That on Stage Anymore, Vol. 1 - Lançado: Maio de 1988                        | —                        | —                        | —                        | —                        | —                        | —                        |
| 1988 | You Can't Do That on Stage Anymore, Vol. 2 - Lançado: Outubro de 1988                     | —                        | —                        | —                        | —                        | —                        | —                        |
| 1988 | Broadway the Hard Way - Lançado: 14 de outubro de 1988                                    | —                        | —                        | —                        | —                        | —                        | —                        |
| 1989 | You Can't Do That on Stage Anymore, Vol. 3 - Lançado: Novembro de 1989                    | —                        | —                        | —                        | —                        | —                        | —                        |
| 1991 | The Best Band You Never Heard in Your Life - Lançado: Abril de 1991                       | —                        | —                        | —                        | —                        | 30                       | —                        |
| 1991 | You Can't Do That on Stage Anymore, Vol. 4 - Lançado: Junho de 1991                       | —                        | —                        | —                        | —                        | —                        | —                        |
| 1991 | Make a Jazz Noise Here - Lançado: Junho de 1991                                           | —                        | —                        | —                        | —                        | —                        | —                        |
| 1991 | Beat the Boots - Lançado: Julho de 1991                                                   | —                        | —                        | —                        | —                        | —                        | —                        |
| 1992 | Beat the Boots II - Lançado: Junho de 1992                                                | —                        | —                        | —                        | —                        | —                        | —                        |
| 1992 | You Can't Do That on Stage Anymore, Vol. 5 - Lançado: Julho de 1992                       | —                        | —                        | —                        | —                        | —                        | —                        |
| 1992 | You Can't Do That on Stage Anymore, Vol. 6 - Lançado: Julho de 1992                       | —                        | —                        | —                        | —                        | —                        | —                        |
| 1992 | Playground Psychotics - Lançado: Outubro de 1992                                          | —                        | —                        | —                        | —                        | —                        | —                        |
| 1993 | Ahead of Their Time - Lançado: Março de 1993                                              | —                        | —                        | —                        | —                        | —                        | —                        |
| 1993 | The Yellow Shark - Lançado: Novembro de 1993                                              | —                        | —                        | —                        | —                        | —                        | 30                       |
| 1996 | Frank Zappa Plays the Music of Frank Zappa: A Memorial Tribute - Lançado: Outubro de 1996 | —                        | —                        | —                        | —                        | —                        | —                        |
| 2003 | Halloween - Lançado: 4 de fevereiro de 2003                                               | —                        | —                        | —                        | —                        | —                        | —                        |
| 2006 | Imaginary Diseases - Lançado: 13 de janeiro de 2006                                       | —                        | —                        | —                        | —                        | —                        | —                        |
| 2006 | Trance-Fusion - Lançado: 24 de outubro de 2006                                            | —                        | —                        | —                        | —                        | —                        | —                        |
| 2007 | Wazoo - Lançado: 30 de outubro de 2007                                                    | —                        | —                        | —                        | —                        | —                        | —                        |
| 2008 | Joe's Menage - Lançado: 1 de outubro de 2008                                              | —                        | —                        | —                        | —                        | —                        | —                        |
| 2009 | Beat the Boots III - Lançado: 25 de janeiro de 2009                                       | —                        | —                        | —                        | —                        | —                        | —                        |
| 2009 | Philly '76 - Lançado: 21 de dezembro de 2009                                              | —                        | —                        | —                        | —                        | —                        | —                        |

## Compilações
| Ano  | Detalhes do álbum | Posição máxima em vendas | Posição máxima em vendas |
| Ano  | Detalhes do álbum | US                       | UK                       |
| ---- | --- | ------------------------ | ------------------------ |
| 1969 | Mothermania: The Best of the Mothers - Lançado: Março de 1969 - Gravadora: - Formato:                                                                                        |                          |                          |
| 1969 | The **** of the Mothers - Lançado: 13 de outubro de 1969 - Gravadora: - Formato:                                                                                             |                          |                          |
| 1970 | The Mothers of Invention - Lançado: 20 de julho de 1970 - Gravadora: - Formato:                                                                                              |                          |                          |
| 1971 | Worst of the Mothers - Lançado: 15 de março de, 1971 - Gravadora: - Formato:                                                                                                 |                          |                          |
| 1987 | The Guitar World According to Frank Zappa - Lançado: Junho de 1987 - Gravadora: - Formato:                                                                                   |                          |                          |
| 1995 | Strictly Commercial UK #45, CH #12 - Lançado: 22 de agosto de 1995 - Gravadora: - Formato:                                                                                   |                          |                          |
| 1997 | Strictly Genteel - Lançado: Maio de 1997 - Gravadora: - Formato: |                          |                          |
| 1998 | Cucamonga - Lançado: 24 de fevereiro de 1998 - Gravadora: - Formato: |                          |                          |
| 1998 | Cheap Thrills - Lançado: Abril de 1998 - Gravadora: - Formato: |                          |                          |
| 1999 | Son of Cheep Thrills - Lançado: Abril de 1999 - Gravadora: - Formato: |                          |                          |
| 2001 | The Secret Jewel Box: FZ Original Recordings; Steve Vai Archives, Vol. 2- Compilação de Steve Vai - Lançado: Dezembro de 2001 - Gravadora: Light Without Heat - Formato: BOX |                          |                          |
| 2002 | Zappa Picks by Jon Fishman of Phish - Lançado: Outubro de 2002 - Gravadora: - Formato:                                                                                       |                          |                          |
| 2002 | Zappa Picks by Larry LaLonde of Primus - Lançado: Outubro de 2002 - Gravadora: - Formato:                                                                                    |                          |                          |

## Singles
| Ano  | Canção                               | Posições     | Posições  | Posições | Posições | Posições | Posições | Posições | Posições | Álbum                                           |
| Ano  | Canção                               | U.S. Hot 100 | U.S. Rock | UK       | GER      | CH       | AUT      | NOR      | SWE      | Álbum                                           |
| ---- | ------------------------------------ | ------------ | --------- | -------- | -------- | -------- | -------- | -------- | -------- | ----------------------------------------------- |
| 1966 | "Trouble Every Day"                  | -            | -         | -        | -        | -        | -        | -        | -        | Freak Out!                                      |
| 1966 | "Who Are the Brain Police?"          | -            | -         | -        | -        | -        | -        | -        | -        | Freak Out!                                      |
| 1967 | "Big Leg Emma"                       | -            | -         | -        | -        | -        | -        | -        | -        | Single fora de álbum                            |
| 1967 | "Lonely Little Girl"                 | -            | -         | -        | -        | -        | -        | -        | -        | We're Only In It For The Money                  |
| 1969 | "My Guitar"                          | -            | -         | -        | -        | -        | -        | -        | -        | Weasels Ripped My Flesh                         |
| 1970 | "Peaches en Regalia"                 | -            | -         | -        | -        | -        | -        | -        | -        | Hot Rats                                        |
| 1970 | "Tell Me You Love Me"                | -            | -         | -        | -        | -        | -        | -        | -        | Chunga's Revenge                                |
| 1971 | "Tears Began To Fall"                | -            | -         | -        | -        | -        | -        | -        | -        | Fillmore East: Junho de 1971                    |
| 1973 | "I'm the Slime"                      | -            | -         | -        | -        | -        | -        | -        | -        | Over-nite Sensation                             |
| 1974 | "Don't Eat the Yellow Snow"          | 86           | -         | -        | -        | -        | -        | -        | -        | Apostrophe                                      |
| 1976 | "Disco Boy"                          | -            | -         | -        | -        | -        | -        | -        | -        | Zoot Allures                                    |
| 1979 | "Dancin' Fool"                       | 45           | -         | -        | -        | -        | -        | -        | -        | Sheik Yerbouti                                  |
| 1979 | "Bobby Brown Goes Down"              | -            | -         | -        | 4        | 5        | 2        | 1        | 1        | Sheik Yerbouti                                  |
| 1979 | "Joe's Garage"                       | -            | -         | -        | -        | -        | -        | 4        | 14       | Joe's Garage                                    |
| 1980 | "I Don't Wanna Get Drafted!"         | -            | -         | -        | 71       | -        | -        | -        | 3        | Single fora de álbum                            |
| 1982 | "Valley Girl"                        | 32           | 12        | -        | -        | -        | -        | -        | -        | Ship Arriving Too Late to Save a Drowning Witch |
| 1984 | "In France"                          | -            | -         | -        | -        | -        | -        | -        | -        | Them or Us                                      |
| 1988 | "Sexual Harassment in the Workplace" | -            | -         | -        | -        | -        | -        | -        | -        | Guitar                                          |
| 1988 | "Zomby Woof"                         | -            | -         | -        | -        | -        | -        | -        | -        | You Can't Do That on Stage Anymore, Vol. 1      |
| 1991 | "Stairway to Heaven"                 | -            | -         | -        | -        | 9        | -        | -        | -        | The Best Band You Never Heard In Your Life      |